# Osmiumdisulfid
Osmiumdisulfid ist eine anorganische chemische Verbindung des Osmiums aus der Gruppe der Sulfide.

## Vorkommen
Osmiumdisulfid kommt natürlich in Form des Minerals Erlichmanit vor.

## Gewinnung und Darstellung
Osmiumdisulfid kann durch Reaktion von Osmium mit Schwefel im Vakuum gewonnen werden.
Es kann auch in hoher Ausbeute durch Reaktion von Kaliumperosmat mit Natriumhydrogensulfid unter basischen Bedingungen synthetisiert werden.

## Eigenschaften
Osmiumdisulfid ist ein schwarzer Feststoff. Die Verbindung ist ein Halbleiter und besitzt eine kubische Kristallstruktur mit der Raumgruppe Pa3 (Raumgruppen-Nr. 205).

## Verwendung
Osmiumdisulfid kann in der Atomindustrie verwendet werden.